# Annie Leuch-Reineck
Annie Leuch-Reineck, geb. Reineck, (* 26. November 1880 in Kannawurf (Thüringen); † 21. Dezember 1978 in Saint-Prex, Schweiz) war eine Schweizer Mathematikerin und Frauenrechtlerin. Sie war eine der prägenden Persönlichkeiten der Schweizer Frauenbewegung in der Zeit zwischen 1920 und 1940.

## Herkunft und Ausbildung
Die Tochter des evangelischen Pfarrers und Superintendenten Erhard Reineck (1841–1932) aus Magdeburg und der Marie, geborene Godet (1847–1936) aus Neuchâtel (Schweiz) wuchs in Kannawurf und Heldrungen in Thüringen auf.
Ihren ersten Unterricht erhielt sie zu Hause von ihrer Schwester Theodora. Ab 1895 besuchte sie die École Vinet in Lausanne, die von ihrer Tante Sophie Godet geführt wurde; anschließend besuchte sie eine Schule in Bern. 1904 legte sie ihre Maturitätsprüfung ab.

## Die Pädagogin
Im Herbst 1901 begann sie in Bern das Studium der Mathematik, Physik und Chemie. Sie erwarb das Gymnasiallehrerinnenpatent für die Fächer Mathematik, Physik und Erdkunde und wurde 1907 als eine der ersten deutschsprachigen Frauen an der Universität Bern in Mathematik über das Thema „Die Verwandtschaft zwischen Kugelfunktionen und Besselschen Funktionen“ promoviert. Ab diesem Jahr unterrichtete sie bis 1925 an der Mädchensekundarschule in Bern und am dortigen Lehrerinnenseminar. Danach beendete sie ihre Berufstätigkeit und zog wieder nach Lausanne, wohin ihr Mann 1925 berufen worden war.

## Die Frauenrechtlerin
1916 übernahm sie die Leitung der Berner Abteilung des Schweizerischen Verbandes für Frauenstimmrecht. 1919 war sie Mitgründerin des Berner Frauenbunds. Von 1920 bis 1933 kämpfte sie für die Beibehaltung des Schweizer Bürgerrechts von Frauen bei Heirat mit einem Ausländer und war Mitglied in verschiedenen juristischen Kommissionen vom Bund Schweizerischer Frauenvereine. 1921 war sie Gründerin des Bernischen Frauenbundes, und Mitorganisatorin des 2. Schweizer Kongresses für Fraueninteressen. 1928 wurde sie zur Zentralpräsidentin des Schweizer Verbandes für Frauenstimmrecht berufen, den sie bis 1940 leitete. Ebenfalls 1928 war sie Mitarbeiterin der „Schweizer Ausstellung für Frauenarbeit“ (Saffa). 1929 leitete sie die Stimmrechtspetition. Sie war Vorstandsmitglied der Schweizer Vereinigung für Sozialpolitik, Mitglied der vom Weltbund für Frauenstimmrecht (engl. International Alliance of Women) eingesetzten Kommission für die Staatszugehörigkeit der Ehefrau, Mitarbeiterin am Mouvement féministe für eidgenössische Angelegenheiten. Von 1940 bis 1945 organisierte sie in Lausanne eine Soldatenhilfe. Auch nach 1945 war sie in verschiedenen Verbänden tätig.
Annie Leuch-Reineck war seit 1913 mit dem Berner Juristen und späteren Bundesrichter Georg Leuch (1888–1959) verheiratet. Sie war eine Enkelin des reformierten Theologen Frédéric Louis Godet (1812–1900) aus Neuchâtel. Ihre Schwester Theodora Reineck (1874–1963) war Generalsekretärin der Evangelischen Bahnhofsmission in Berlin. Ihr Neffe Walter Eric Spear (1921–2008) war ein bedeutender Physiker in Großbritannien.

## Werke
Neben verschiedenen Zeitschriftenartikeln zu Schul-, Rechts- und Frauenthemen:
- Die Verwandtschaft zwischen Kugelfunktionen und Besselschen Funktionen. Kaemmerer, Halle 1907; zugl. Phil. Diss. Univ. Bern.
- Die Frauenbewegung in der Schweiz. 2 Bde. Orell Füssli, Zürich 1928.
- Erinnerungen an Georg Leuch, † 9. August 1959. Privatdruck, St-Prex 1961.